# Kanton Marolles-les-Braults
Der Kanton Marolles-les-Braults war von 1790 bis 2015 ein französischer Wahlkreis im Arrondissement Mamers, im Département Sarthe und in der Region Pays de la Loire; sein Hauptort war Marolles-les-Braults.

## Geografie
Der Kanton Marolles-les-Braults lag im Mittel 87 Meter über Normalnull, zwischen 53 Meter in Congé-sur-Orne und 159 Meter in Courgains.
Der Kanton lag im Norden des Départements Sarthe. Er grenzte im Norden und Nordosten an den Kanton Mamers, im Südosten an den Kanton Bonnétable, im Süden an den Kanton Ballon, im Westen an den Kanton Beaumont-sur-Sarthe und im Nordwesten an den Kanton Saint-Paterne.

## Gemeinden
Der Kanton Marolles-les-Braults bestand aus 17 Gemeinden:
| Gemeinde               | Einwohner Jahr | Fläche km² | Bevölkerungsdichte | Code INSEE | Postleitzahl |
| ---------------------- | -------------- | ---------- | ------------------ | ---------- | ------------ |
| Avesnes-en-Saosnois    | 93 (2013)      | 5,68       | 16 Einw./km²       | 72018      | 72260        |
| Congé-sur-Orne         | 347 (2013)     | 11,24      | 31 Einw./km²       | 72088      | 72290        |
| Courgains              | 599 (2013)     | 14,66      | 41 Einw./km²       | 72104      | 72260        |
| Dangeul                | 483 (2013)     | 13,64      | 35 Einw./km²       | 72112      | 72260        |
| Dissé-sous-Ballon      | 138 (2013)     | 3,55       | 39 Einw./km²       | 72116      | 72260        |
| Lucé-sous-Ballon       | 110 (2013)     | 6,78       | 16 Einw./km²       | 72174      | 72290        |
| Marolles-les-Braults   | 2.116 (2013)   | 20,64      | 103 Einw./km²      | 72189      | 72260        |
| Meurcé                 | 261 (2013)     | 6,16       | 42 Einw./km²       | 72194      | 72170        |
| Mézières-sur-Ponthouin | 681 (2013)     | 17,88      | 38 Einw./km²       | 72196      | 72290        |
| Moncé-en-Saosnois      | 257 (2013)     | 8,81       | 29 Einw./km²       | 72201      | 72260        |
| Monhoudou              | 223 (2013)     | 7,52       | 30 Einw./km²       | 72202      | 72260        |
| Nauvay                 | 12 (2013)      | 2,71       | 4 Einw./km²        | 72214      | 72260        |
| Nouans                 | 284 (2013)     | 9,96       | 29 Einw./km²       | 72222      | 72260        |
| Peray                  | 70 (2013)      | 2,45       | 29 Einw./km²       | 72233      | 72260        |
| René                   | 365 (2013)     | 12,52      | 29 Einw./km²       | 72251      | 72260        |
| Saint-Aignan           | 268 (2013)     | 15,13      | 18 Einw./km²       | 72265      | 72110        |
| Thoigné                | 162 (2013)     | 7,31       | 22 Einw./km²       | 72354      | 72260        |

## Bevölkerungsentwicklung
| 1962 | 1968 | 1975 | 1982 | 1990 | 1999 | 2006 |
| ---- | ---- | ---- | ---- | ---- | ---- | ---- |
| 7810 | 7259 | 6139 | 5739 | 5645 | 6008 | 6425 |